# کاتارینا شوتزنهوفر
کاتارینا شوتزنهوفر (آلمانی: Katharina Schützenhöfer؛ زادهٔ ۲۲ سپتامبر ۱۹۹۳) بازیکن والیبال ساحلی زن اهل اتریش است.